# Daniel Nannskog
Daniel Paul Gustav Nannskog, född 22 maj 1974 i Helsingborg, är en svensk före detta anfallsspelare i fotboll. Efter spelarkarriären blev han först expertkommentator i norska TV 2 och var mellan 2012 och 2025 expertkommentator för SVT.

## Karriär

### Bakgrund
Fotbollskarriären startade i IK Bergandy i Ramlösa och fortsatte i Högaborgs BK, men Nannskog valde först att istället satsa på handboll i ungdomsåren, då han spelade i Vikingarna. Nannskog provspelade som 22-åring och hamnade i Malmö FF och debuterade 1 augusti 1996 mot Djurgårdens IF. Nannskog spelade bara tio matcher i MFF men gjorde ett avgörande mål i den avslutande matchen i Fotbollsallsvenskan 1996 mot Umeå FC. 
Nannskog gick sedan till Djurgården och spelade två säsonger i division 1, och var med och tog upp laget till allsvenskan. Han gick sedan vidare till Assyriska, som tränades av Peter Antoine. Efter en säsong tågpendlade Nannskog från Stockholm till Norrköpingslaget IF Sylvia som då spelade i Superettan 2000, för att slutligen flytta tillbaka till Skåne och hitta sin bästa form i Landskrona BoIS, med Jan Jönsson som tränare.
Säsongen 2001 var han med och förde upp Landskrona till Fotbollsallsvenskan. Detta var mycket tack vare de 21 målen som gjorde honom till skyttekung i Superettan 2001.

### Kina och landslagsdebut
I slutet av augusti 2003 skrev han på för den kinesiska klubben Sichuan Guancheng. Efter två säsonger i Kina köpte den norska klubben Stabæk loss honom. 2005 blev det 27 mål på 29 matcher, när Nannskog hjäpte laget att avancera upp till den högsta serien. Säsongen 2006 gjorde han 19 mål på 26 matcher vilket gjorde honom till skyttekung i Tippeligaen.
Efter succén i Norge blev Nannskog uttagen till det svenska fotbollslandslagets trupp i Sydamerika, och fick debutera mot Venezuela, och därmed blev han en av de äldsta debutanterna någonsin, 32 år och 8 månader, 14 januari 2007. Sitt första mål gjorde han i den tredje landskampen mot Ecuador.
Den 29 september 2008 gjorde Nannskog sitt 100:e mål för Stabæk, sammanlagt gjorde han 122 mål på 182 matcher för klubben.
2008 vann han skytteligan igen, och blev mästare med Stabæk. Nannskog blev framröstad som den bästa utländska spelaren genom tiderna i Tippeligaen. Nannskog fick sedan göra ett andra mål i landslaget mot USA, 24  januari 2009. Den sjunde och sista landskampen blev mot Serbien 1 april samma år.

### Efter spelarkarriären
På en presskonferens den 23 november 2010 tillkännagav Nannskog att han avslutade fotbollskarriären efter en längre tids problem med skador. Han blev expertkommentator i norska TV 2 fram till 2014. 2012 inledde Nannskog sin karriär som expertkommentator i SVT under EM-slutspelet i Polen och Ukraina. Han blev även expertkommentator i SVT:s fotbollsmagasin Fotbollskväll. År 2025 lämnade han rollen som fotbollsexpert i SVT.

## Familj
Nannskogs far Dewitt Garth Jr kommer från USA och har varit jazzmusiker i Spanien och baskettränare i Sverige. Nannskogs mor Ann-Kristine Nannskog har varit ägare till Ramlösa Social Utveckling åren 1989–2010. Nannskog har tre döttrar och en son.

## Meriter[11]
- Landslagsspel
- Skyttekung i norska Tippeligaen säsongen 2006 och 2008
- Skyttekung i norska Adeccoligaen (andradivisionen) 2005
- Skyttekung i Superettan 2001
- Ligaguld i Norge 2008 med Stabaek
- Vinst i Adeccoligaen (andradivisionen) 2005 med Stabaek
- Kniksenprisen för årets bästa anfallare i norsk fotboll 2008

## Seriematcher och mål
- 1996: 10 / 1 (Allsvenskan)
- 1997: 23 / 10 (Division 1)
- 1998: 21 / 8 (Division 1)
- 1999: 26 / 7 (Division 1)
- 2000: 29 / 9 (Superettan)
- 2001: 28 / 21 (Superettan)
- 2002: 24 / 11 (Allsvenskan)
- 2003: 17 / 4 (Allsvenskan)
- 2003–2004: 36 / 17 (Kina)
- 2005: 29 / 27 (Adeccoligaen - norska andradivisionen)
- 2006: 26 / 19 (Tippeligaen)
- 2007: 26 / 19 (Tippeligaen)
- 2008: 26 / 16 (Tippeligaen)
- 2009: 29 / 15 (Tippeligaen)
- 2010: 11 / 5 (Tippeligaen)